# Logistische verdeling
In de kansrekening en de statistiek is de logistische verdeling een continue kansverdeling met als verdelingsfunctie de logistische functie. De verdeling lijkt veel op een normale verdeling, maar heeft dikkere staarten. Ze speelt een rol in onder andere logistische regressie .

## Verdelingsfunctie
De eenvoudigste vorm van de verdelingsfunctie, met parameters 0 en 1, is:
{\displaystyle F(x;0,1)={\frac {1}{1+e^{-x}}}}
De algemene vorm, met de parameters {\displaystyle \mu } en {\displaystyle s}, is:
{\displaystyle F(x;\mu ,s)={\frac {1}{1+e^{-(x-\mu )/s}}}}
{\displaystyle ={\tfrac {1}{2}}+{\tfrac {1}{2}}\;\tanh \left({\frac {x-\mu }{2s}}\right)}

## Kansdichtheid
De kansdichtheid wordt gegeven door:
{\displaystyle f(x;\mu ,s)={\frac {1}{s}}{\frac {e^{-(x-\mu )/s}}{\left(1+e^{-(x-\mu )/s}\right)^{2}}}}

## Parameters
De parameter {\displaystyle \mu } is de verwachtingswaarde van de verdeling en de parameter {\displaystyle s} hangt samen met de standaardafwijking {\displaystyle \sigma } via de relatie:
{\displaystyle s={\frac {\sqrt {3}}{\pi }}\,\sigma }